# نيك كالاثيس
نيك كالاثيس (باليونانية: Νικ Καλάθης)‏ (بالإنجليزية: Nick Calathes)‏ مواليد 7 فبراير 1989، هو لاعب كرة سلة يوناني يلعب مع فريق ميمفيس غريزليس في الرابطة الوطنية لكرة السلة ويحمل الرقم 12. يبلغ طوله 6 قدم 6 بوصة (2.0 م).

## فرق لعب لها
- ميمفيس غريزليس

## الميداليات
| الميدالية | المسابقة                         |
| --------- | -------------------------------- |
| برونزية   | بطولة أمم أوروبا لكرة السلة 2009 |

## روابط خارجية
- نيك كالاثيس على موقع الاتحاد الدولي لكرة السلة (الإنجليزية)
- نيك كالاثيس على موقع الدوري الأوروبي لكرة السلة (الإنجليزية)
- نيك كالاثيس على موقع إن بي أي (الإنجليزية)
- نيك كالاثيس على موقع سبورتس رفرنس (الإنجليزية)
- نيك كالاثيس على موقع الدوري الإسباني لكرة السلة (الإسبانية)
- نيك كالاثيس على موقع كرة السلة الأوروبية.كوم (الإنجليزية)
- نيك كالاثيس على موقع DraftExpress.com (الإنجليزية)
- نيك كالاثيس على موقع كلية كرة السلة في سبورتس رفرنس.كوم (الإنجليزية)
- نيك كالاثيس على موقع ريلجم (الإنجليزية)
- نيك كالاثيس على موقع بروبوليرز (الإنجليزية)